# Lamar Towers
| Dieser Artikel wurde auf der Qualitätssicherungsseite des WikiProjekts Planen und Bauen eingetragen. Dies geschieht, um die Qualität der Artikel aus den Themengebieten Bautechnik, Architektur und Planung auf ein akzeptables Niveau zu bringen. Dabei werden Artikel, die nicht maßgeblich verbessert werden können, möglicherweise in die allgemeine Löschdiskussion gegeben. Hilf mit, die inhaltlichen Mängel dieses Artikels zu beseitigen, und beteilige dich an der Diskussion! |

Die Lamar Towers (arabisch أبراج لمار ʾAbrādsch Lamār) sind ein Hochhauskomplex in Dschidda, Saudi-Arabien. Der Komplex besteht aus zwei Türmen (Lamar Tower 1 und Lamar Tower 2) und ist seit 2008 im Bau. Die Fertigstellung war für das Jahr 2014 vorgesehen. Geplant wurden die Hochhäuser vom schottischen Architekturbüro RMJM (Robert Matthew Johnson Marshall).
Der beiden Türme würden mit 350 Metern und 72 Etagen (Tower 1) bzw. mit 293 Metern und 84 Etagen (Tower 2) zu den höchsten Wolkenkratzern in Dschidda gehören.